# Campeonato Argentino de Futebol de 1968
O Campeonato Argentino de Futebol de 1968 foi a trigésima sétima temporada da era profissional da Primeira Divisão do futebol argentino. Assim como na temporada anterior, a Asociación del Fútbol Argentino (AFA) realizou dois torneios no mesmo ano, o Metropolitano, iniciado no primeiro semestre, e o Nacional, no segundo. Com o San Lorenzo, treinado por Tim, vencendo o Campeonato Metropolitano e o Vélez Sarsfield o Campeonato Nacional.

## Campeonato Metropolitano

### Premiação
| Campeonato Metropolitano de 1967 |
| -------------------------------- |
| San Lorenzo Campeão (8° título)  |

### Goleadores
| Jogador | Jogador         | Gols | Equipe          |
| ------- | --------------- | ---- | --------------- |
|         | Alfredo Obberti | 13   | Los Andes       |
|         | Rodolfo Fischer | 12   | San Lorenzo     |
|         | Eduardo Flores  | 11   | Estudiantes     |
|         | Jorge Pérez     | 11   | Vélez Sarsfield |
|         | Héctor Yazalde  | 11   | Independiente   |

### Torneio Promocional
| Pos | Equipes               | J  | V  | E | D  | GM | GS | Pts |
| --- | --------------------- | -- | -- | - | -- | -- | -- | --- |
| 1   | Banfield              | 14 | 10 | 3 | 1  | 33 | 10 | 23  |
| 2   | Newell's Old Boys     | 14 | 10 | 1 | 3  | 31 | 8  | 21  |
| 3   | San Martín (SJ)       | 14 | 8  | 3 | 3  | 24 | 20 | 19  |
| 4   | Chacarita Juniors     | 14 | 7  | 3 | 4  | 26 | 14 | 17  |
| 5   | Argentinos Juniors    | 14 | 4  | 6 | 4  | 14 | 18 | 14  |
| 6   | Central Córdoba (SdE) | 14 | 3  | 3 | 8  | 13 | 26 | 9   |
| 7   | Huracán               | 14 | 1  | 3 | 10 | 8  | 30 | 5   |
| 8   | San Lorenzo           | 14 | 1  | 2 | 11 | 10 | 33 | 4   |

## Campeonato Nacional

### Premiação
| Campeonato Nacional de 1968         |
| ----------------------------------- |
| Vélez Sarsfield Campeão (1° título) |

### Goleadores
| Jogador | Jogador          | Gols | Equipe          |
| ------- | ---------------- | ---- | --------------- |
|         | Omar Wehbe       | 13   | Vélez Sarsfield |
|         | Araquem de Melo  | 10   | Huracán         |
|         | Alfredo Obberti  | 10   | Los Andes       |
|         | Roberto Salomone | 9    | Racing Club     |
|         | Oscar Más        | 8    | River Plate     |
|         | Daniel Onega     | 8    | River Plate     |